# Ducat del Valentinès
El ducat del Valentinois (en francès Valentinois) fou una jurisdicció feudal donada en assignació per la corona francesa. La capital era la ciutat de Valença, que donava nom a la regió (que encara el conserva) i al ducat.

## Llista de ducs
- 1498-1507: Cèsar Borja (més conegut com a Cèsar Bòrgia)
- 1548-1566: Diana de Poitiers, comtessa de Saint-Vallier

### Casa Grimaldi
- 1642-1659: Honorat II Grimaldi, príncep de Mònaco (1597-1662), concedit pel rei Lluís XIII de França
- 1659-1701: Lluís I de Mònaco (1642-1701), net
- 1701-1715: Antoni I de Mònaco (1661-1731), fill
- 1715-1751: Jaume I de Mònaco (1689-1751), gendre
- 1751-1777: Honorat III de Mònaco (1720-1795), fill
- 1777-1814: Honorat IV de Monaco (1758-1819), fill

a partir de 1789 no fou més que un títol de cortesia que els prínceps de Mònaco han conservat en la seva titulació:
- 1814-1841: Honorat V de Mònaco (1778-1841), fill
- 1841-1856: Florestan I de Mònaco (1785-1856), germà
- 1856-1889: Carles III de Mònaco (1818-1889), fill
- 1889-1922: Albert I de Mònaco (1848-1922), fill
- 1922-1949: Lluís II de Mònaco (1870-1949), fill. En ser títol de dret franc no es podia transmetre a les filles ni als bastards. Legalment a França no hi havia ningú autoritzat per restaurar el títol en cas d'extinció, però el príncep Lluís el va crear com a títol monegasc per al seu gendre Pierre de Polignac, casat amb la seva filla legitima Carlota de Mònaco. El seu fill Rainier III de Mònaco el va heretar, i després el seu fill Albert II de Mònaco.